# Villingen-Schwenningen
Villingen-Schwenningen – uzdrowiskowe miasto powiatowe w Niemczech, w kraju związkowym Badenia-Wirtembergia, w rejencji Fryburg, w regionie Schwarzwald-Baar-Heuberg, siedziba powiatu Schwarzwald-Baar oraz wspólnoty administracyjnej Villingen-Schwenningen.

## Sport
- Schwenninger Wild Wings – klub hokejowy

## Gospodarka
W mieście rozwinął się przemysł precyzyjny, elektrotechniczny, maszynowy, obuwniczy oraz ceramiczny.

## Współpraca
Miejscowości partnerskie:
- Bildstock – dzielnica Friedrichsthal, Saara
- La Valette-du-Var, Francja
- Pontarlier, Francja
- Savona, Włochy
- Tuła, Rosja (współpraca zawieszona od maja 2022[3])
- Żytawa, Saksonia